# Igor Nikolajewitsch Ussatschow
Igor Nikolajewitsch Ussatschow (russisch И́горь Никола́евич Усачёв; * 15. Oktober 1983 in Kuibyschew) ist ein ehemaliger russischer Skilangläufer. 

## Werdegang
Ussatschow nahm von 2007 bis 2019 vorwiegend am Eastern Europe Cup teil. Dabei holte er drei Siege und kam in der Saison 2007/08 auf den zweiten Platz in der Gesamtwertung. Sein erstes Weltcuprennen lief er im Oktober 2006 in Düsseldorf, welches er auf dem 62. Rang im Sprint beendete. Bei der Winter-Universiade 2007 in Pragelato belegte er den 28. Platz im Sprint. Im Januar 2009 holte er in Rybinsk mit dem 14. Platz im Sprint seine ersten Weltcuppunkte. Diese Platzierung wiederholte er im Januar 2012 im Sprint in Otepää. Im März 2012 wurde er in Tjumen russischer Meister im Sprint. Seine beste Platzierung im Weltcupeinzel erreichte er im Februar 2013 in Davos mit dem 12. Platz im Sprint.

## Siege bei Continental-Cup-Rennen
| Nr. | Datum            | Ort       | Disziplin        | Serie              |
| --- | ---------------- | --------- | ---------------- | ------------------ |
| 1.  | 17. Februar 2010 | Rybinsk   | Sprint klassisch | Eastern Europe Cup |
| 2.  | 19. Januar 2013  | Charkiw   | Sprint Freistil  | Eastern Europe Cup |
| 3.  | 2. März 2013     | Syktywkar | Sprint klassisch | Eastern Europe Cup |